# Норо, Эйтаро
Эйтаро Норо (яп. 野呂榮太郎; 30 апреля 1900, Хоккайдо — 19 февраля 1934, Токио) — деятель рабочего движения Японии, лидер Коммунистической партии Японии в 1933 году. Историк, экономист. Теоретик марксизма.

## Биография

### Детство и юность
Эйтаро Моро родился в 1900 году в деревне Наганума уезда Юбарина острове Хоккайдо. Отец Норо происходил из крестьянской семьи, занимался освоением целины, мать была старшей дочерью самурая из Сэндая. Ещё в детстве во время спортивных соревнований в начальной школе Норо повредил ногу, целый год болел и не посещал школу. Правую ногу пришлось ампутировать, и Норо пользовался протезом. Из-за протеза он не смог поступить в государственную среднюю школу, главной задачей которой было воспитать из подростка солдата. Ему пришлось поехать в Саппоро и поступить в частную среднюю школу, жить в общежитии. Несмотря на протез, Норо очень любил спорт, особенно бейсбол. Когда он окончил школу, в газете «Хоккайдо симбун» о нем была опубликована заметка, где говорилось о его одаренности и успехах в учебе, о желании продолжить образование в Токио. Приехав в столицу, Норо поступил на подготовительный курс одного из старейших частных университетов Японии — Кэйо, а затем на экономический факультет.
Будучи студентом университета Кэйо, Эйтаро полгода болел и лечился в санатории, болезнь потом перешла в туберкулез. Вернувшись после болезни в университет, он познакомился с Сандзо Носака (видный деятель японского и международного коммунистического движения, в будущем — председатель КПЯ), который окончил университет Кэйо, провел два года в Европе и в марте 1922 года вернулся в Японию. Эта встреча многое определила в дальнейшей судьбе Эйтаро Норо. В октябре 1922 г. Носака прочитал для студентов лекцию «Общественные движения в мире». Позже при университете Кэйо было создано Общество по изучению социальных проблем в районе Мита (Мита сякай мондай кэнкюкай), костяк которого составили студенты, слушавшие лекцию Носака.
Первая мировая война дала сильнейший толчок развитию японской промышленности. Однако с весны 1920 г. в японской экономике стали проявляться признаки экономического кризиса, который болезненно сказался на положении трудящихся, началась массовая безработица, понизилась заработная плата. Наступление монополий на жизненный уровень трудящихся вызвало новый подъем рабочего и крестьянского движения в стране, способствовало усилению в нем социалистических тенденций, оживлению социалистического движения, вышедшего уже к тому времени иод влиянием Октябрьской революции из прежнего пассивного состояния. В 1920 г. впервые в Японии была проведена первомайская демонстрация. Среди студенчества рос интерес к социальным проблемам, к изучению марксистской политэкономии. Марксистскую литературу начали шире переводить в Японии.

### Увлечение марксизмом
В это время Норо с интересом изучал марксистскую политэкономию, деятельно участвовал в студенческом движении. Он представляет университет Кэйо в Японской студенческой ассоциации (Нихон гакусэн рэнгокай), созданной в ноябре 1922 г.; в 1924 г. она преобразуется в Ассоциацию студентов общественных наук (Гакусэй сякай кагаку рэнгокай), и здесь Норо — среди ведущих членов ассоциации.
В 1925—1926 гг. в Японии активно развертывается студенческое движение за изучение общественных наук. В июле 1925 г. Ассоциация на своем съезде объявила, что студенческое движение за изучение общественных наук развивается как часть пролетарского движения и руководствуется идеями марксизма.
1 декабря 1925 г. были произведены аресты среди членов Общества по изучению общественных наук (Сякай кагаку кэнкюкай) при Киотоском университете, а с 15 января по 22 апреля было арестовано 38 студентов в Токио, Осаке. Кобэ. Фукуоке. Сэндае и других городах на основании статьи первой закона «О поддержании общественного порядка». Был арестован и Норо, но в сентябре его выпустили на поруки.
После окончания университета в 1926 г. Норо начал работать в Исследовательском институте по вопросам промышленного труда (Сангё родо тёсадзё), который возглавлял С. Носака. Связи с этим институтом у Норо сохранились еще со студенческих времен. Институт был создан коммунистами в марте 1924 г. с целью изучения социально-экономического развития Японии, мирового рабочего и коммунистического движения.
Эйтаро Норо активно участвовал в организации марксистских кружков среди рабочих, где читал лекции по политической экономии. По инициативе С. Носака Японская федерация труда (Родо содомэй) организовала в районе Мита школу для рабочих (Мита родо гакко). Там Норо читал лекции о «Капитале», вопросы учеников побудили его заняться изучением истории Японии. Сам Норо так вспоминал о том периоде:

В 1924—1925 гг. во время лекций о «Капитале» в рабочей школе и в других местах рабочие задавали мне вопросы относительно конкретных проблем японской истории. Чтобы ответить на них, мне пришлось заняться анализом социальной и экономической истории Японии. Вопросы рабочих заставили меня с головой окунуться в анализ политических, экономических и социальных реформ и процесса развития Японии на примере Мэйдзи исин.

## Избранные труды
- «История развития японского капитализма» (Nihon Shihonshugi Hattatsushi, 1930).